# 212176 Fabriziospaziani
212176 Fabriziospaziani è un asteroide della fascia principale. Scoperto nel 2005, presenta un'orbita caratterizzata da un semiasse maggiore pari a 2,6393767 UA e da un'eccentricità di 0,1673231, inclinata di 14,43031° rispetto all'eclittica.
L'asteroide è dedicato all'anestesista italiano Fabrizio Spaziani, medaglia d'oro per il merito civile.